# 張禬
張禬（1468年—1522年），字汝吉，號東盤，順天府薊州平谷縣辛寨社人，明朝政治人物。

## 生平
弘治八年（1495年）乙卯科順天鄉試第一名舉人（解元），十五年（1502年）中式壬戌科會試第四十九名，二甲第九十四名進士。選翰林院庶吉士。正德初年，授兵科給事中，轉左給事中。時值劉瑾擅政，欲置兵部尚書劉大夏於死地，張禬獨抗議申救，謫戍。改監察御史，陞大理寺丞，進左少卿。陞都察院右僉都御史巡撫宣府。丁內艱服闕，改巡撫山西。因極諫明武宗西巡，下獄拷訊，毫無所得。不久，因蕩平妖賊張鉞之亂，賜金幣。嘉靖元年（1522年），卒於官。

## 家族
曾祖張弼；祖父張雲，知府；父張鑄，府同知。母李氏；繼母吳氏；繼母王氏。严侍下。弟張禴。

## 紀念
平谷縣城曾有為張禬所立之「解元坊」。